# Palazzo del Municipio (Trieste)
Il palazzo del Municipio di Trieste si trova in piazza dell'Unità d'Italia ed è la sede del comune di Trieste. È stato realizzato in stile eclettico tra il 1873 e il 1875 su progetto dell'architetto triestino Giuseppe Bruni.

## Storia

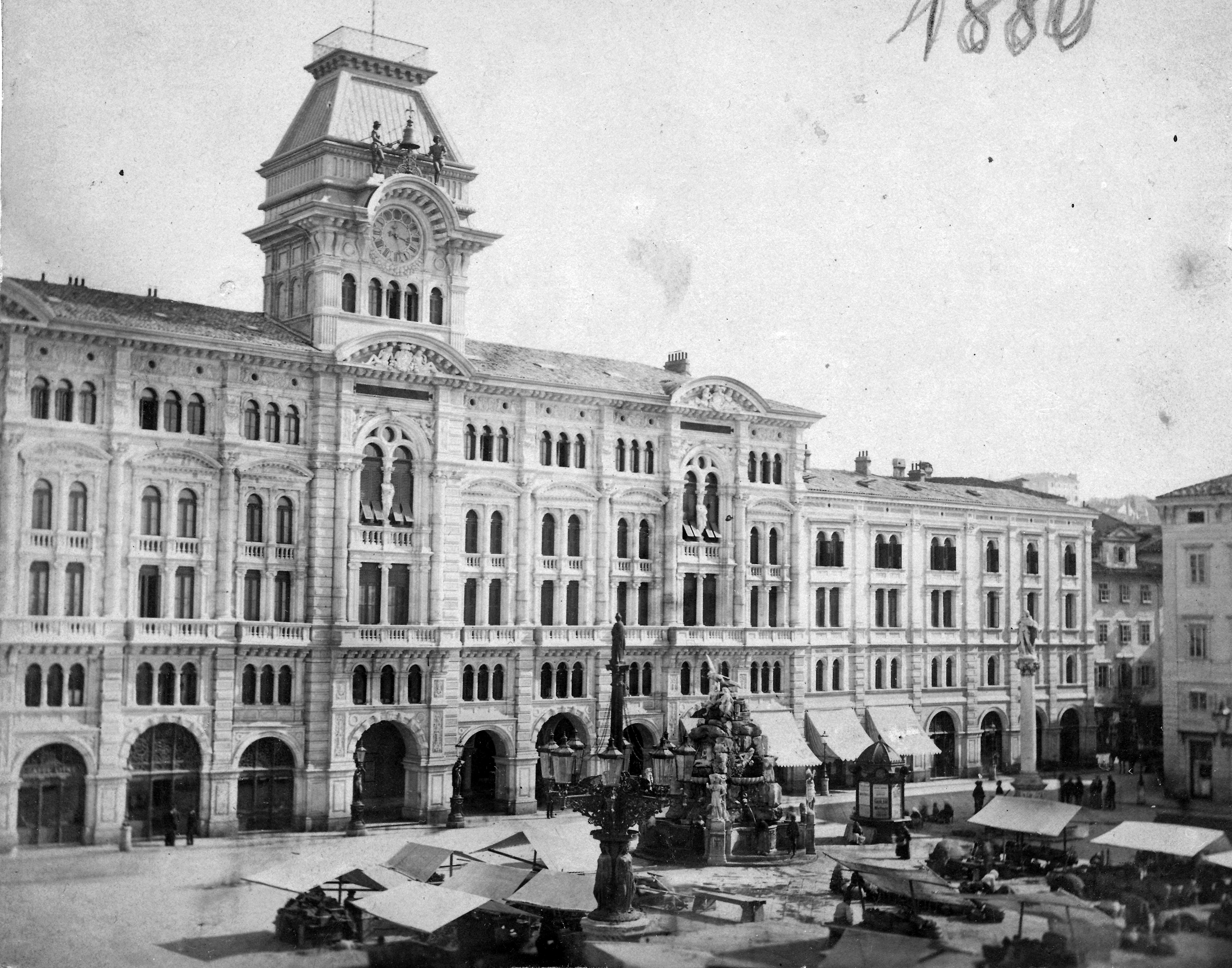
Il palazzo in una foto del 1880

Piazza Unità d'Italia in origine si chiamava piazza San Pietro, dal santo a cui era dedicata una cappella tardo-medievale che si trovava all'incirca dove oggi si trova palazzo Modello, anche se era comunemente conosciuta semplicemente come piazza Grande. Assunse il nome di piazza Unità d'Italia nel 1918 in seguito all'annessione di Trieste all'Italia.
Prima del XIX secolo la piazza aveva un'estensione di circa la metà rispetto all'attuale e il lato sud est, opposto al mare, era occupato dal Palazzo Pubblico o palazzo del Magistrato. Nella seconda metà del XIX secolo l'aspetto della piazza venne rivoluzionato interrando l'antico mandracchio che delimitava il lato nord ovest della piazza e ricostruendo gli edifici che la circondavano. In tale occasione si decise anche di demolire il vecchio palazzo del Magistrato, costruendo sul suo sedime un nuovo edificio destinato ad ospitare gli uffici del comune.
Per il nuovo palazzo venne scelto il progetto dell'architetto triestino Giuseppe Bruni, che pochi anni prima aveva firmato il progetto del palazzo Modello sulla stessa piazza, in quanto oltre a rispettare la spesa preventivata non stravolgeva l'aspetto dell'area in quanto riprendeva le forme e le caratteristiche architettoniche del palazzo del Magistrato demolito nel 1871.
Il progetto venne approvato il 17 settembre 1873 e i lavori iniziarono alla fine dello stesso anno sotto la direzione dell'ingegnere e architetto Eugenio Geiringer. La maggior parte del lavori terminarono entro il 1875, ma alcuni disegni raffiguranti particolari architettonici realizzati da Bruni nel 1876 fanno pensare che alcuni lavori di finitura continuarono almeno fino a tale anno.
L'ampliamento del palazzo, già previsto nei piani urbanistici del 1926 e del 1934, fu realizzato tra il 1937 e il 1940 dall'ingegnere Vittorio Privileggi; la porzione aggiuntiva, di forma trapezoidale smussata agli angoli con accesso principale su Largo dei Granatieri, si raccorda all'edificio esistente mediante un cortile semicircolare, spazio monumentale concepito come sala di consultazione della documentazione archivistica conservata al piano inferiore.
Da un palco davanti al palazzo del Municipio nel 1938 Mussolini annunciò la promulgazione delle leggi razziali in Italia, mentre il 4 novembre 1954 dal balcone centrale del palazzo il presidente Luigi Einaudi e il sindaco della città Gianni Bartoli salutarono la folla riunita in piazza durante i festeggiamenti per il ritorno di Trieste all'Italia.

## Descrizione

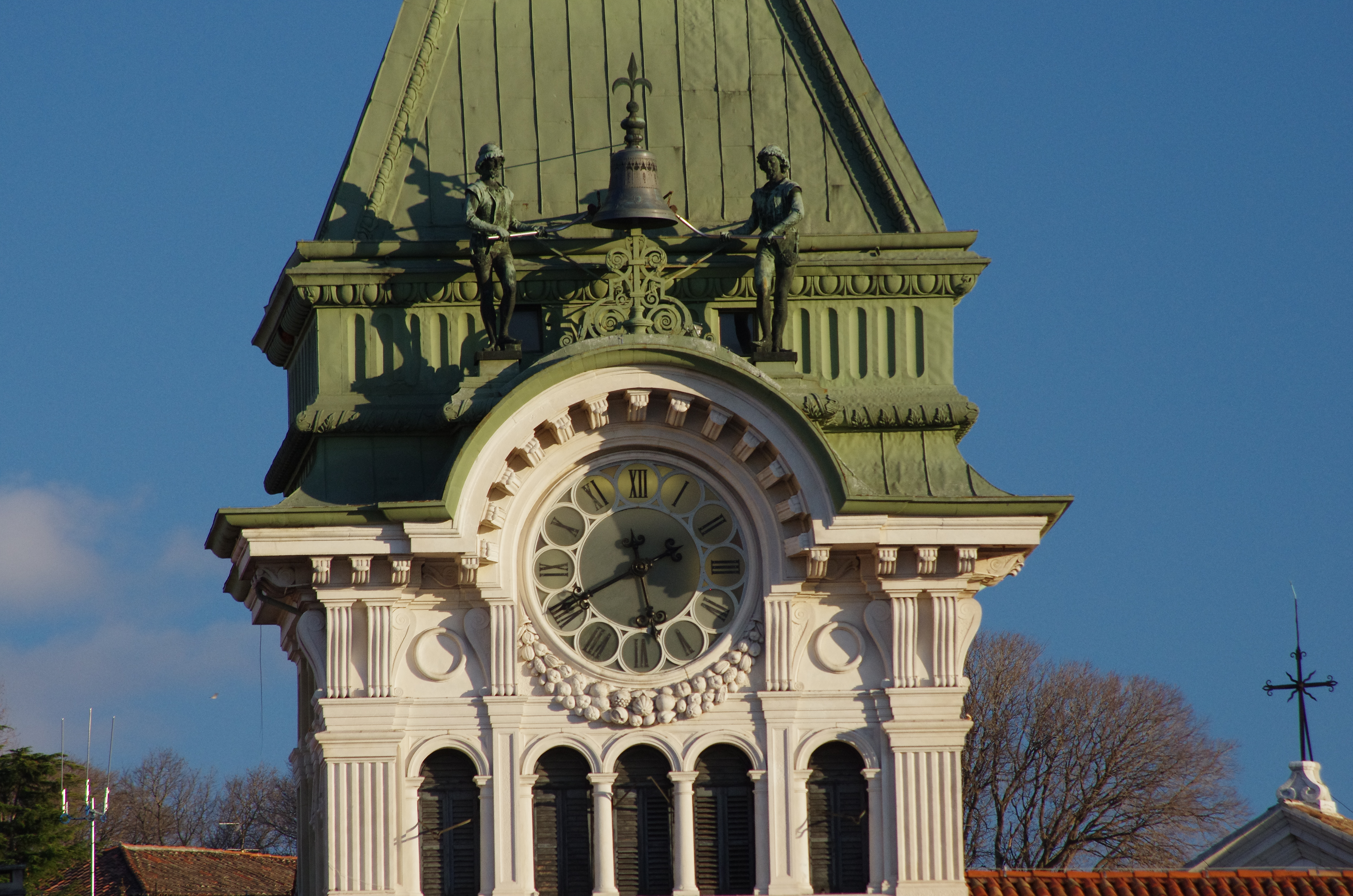
Particolare della torre dell'orologio

La facciata principale del palazzo, che prospetta su piazza Unità d'Italia, è realizzata in stile eclettico ed è composta da due corpi laterali di quattro piani di altezza, e da un corpo centrale più alto di un piano e dotato di un maggiore apparato decorativo. Il piano terra è scandito da archi a tutto sesto che riproducono l'idea di un porticato, mentre ai piani superiori si aprono numerose finestre divise in bifore e trifore.
Nel progettare la facciata l'architetto Giuseppe Bruni cercò di riprendere le caratteristiche architettoniche del palazzo del Magistrato che si trovava in precedenza nello stesso sito, ma il risultato non piacque inizialmente ai triestini, che coniarono per il palazzo alcuni fantasiosi soprannomi:  "palazzo Cheba" per il suo ricordare una grande gabbia per uccelli, "palazzo Sipario" in quanto la sua mole nascondeva a chi si trovava sulla piazza i brutti edifici della città vecchia alle sue spalle, "Budel de Lionfante" o "Castel de Mandolato".
Al centro, tra i due corpi laterali, si innalza la torre dell'orologio, in cima alla quale si trovano le statue di due mori che battono su una campana i rintocchi delle ore. Le due sculture, soprannominate Micheze e Jacheze (dallo sloveno Mihec e Jakec), furono volute da Bruni in ricordo dei due mori che battevano i rintocchi in cima alla torre del Mandracchio o torre dell'Orologio che un tempo rappresentava la porta di accesso al porto e che era stata demolita nel 1838.

Le statue originali furono realizzate in bronzo dallo scultore Fausto Asteo da Ceneda e installate in cima alla torre tra il 5 e il 7 gennaio 1876, entrando in funzione per la prima volta a mezzogiorno del successivo 14 gennaio. Nel 1972 le statue sono state rimosse e sostituite con delle copie per evitarne il deterioramento; le originali sono rimaste in un magazzino fino al 2004 quando sono state infine restaurate e collocate all'ingresso del castello di San Giusto.